# Bojan Adamič
Bojan Adamič (Ribnica, 9 d'agost de 1912 – Ljubljana, 3 de novembre de 1995) fou un compositor eslovè.
Aquest compositor va escriure la música de desenes de films. Es graduà en piano a l'Acadèmia de Música de Ljubljana amb el professor Janko Ravnik. Malgrat preferir el Jazz en primer lloc, que més tard es concentrà en el cinema, l'etapa pop i la música clàssica.
Compongué música per a més de 200 films eslovens i estrangers, també apareix com a actor en dos films i la realització de la partitura per altres dos. Adamic desenvolupà un so específic, sobre la base d'elements populars, que està present en tota la seva obra.
Fou l'autor d'un llibre envers cançons eslovenes, Samospevi, 1943-1945, publicat el 1971.
En un cert temps fou President de la Societat de Compositors d'Eslovènia. Va ser molt de temps director de la Radio i televisió de Ljubljana, i el cap de la producció musical de Dansa i l'Orquestra del país eslovè des del 1980.